# فيليكو أوتشيفو
فيليكو أوتشيفو هي قرية في البوسنة والهرسك. وهي تقع على أراضي مدينة بيهاتش التابعة لكانتون يونا-سانا في اتحاد البوسنة والهرسك. طبقا لنتائج تعداد البوسنة عام 2013 فقد كان عدد سكانها 20 نسمة.
قبل الحرب في البوسنة والهرسك، كانت القرية جزءًا من بلدية درفار، التي تقع أيضًا في اتحاد البوسنة والهرسك ولكن في كانتون 10.

## التركيبة السكانية

### التطور التاريخي للسكان
| 1961 | 1971 | 1981 | 1991 | 2013 |
| ---- | ---- | ---- | ---- | ---- |
| 205  | 154  | 107  | 72   | 20   |

### المجتمع المحلي
في 1991 كان المجتمع المحلي للقرية يتألف من 176 نسمة، وهم موزعون على النحو التالي:

## روابط خارجية
- (بالإنجليزية) Maplandia